# BEMER Cyclassics 2024
La 27.ª edición de la clásica ciclista BEMER Cyclassics se celebró en Alemania el 8 de septiembre de 2024 sobre un recorrido de 198,5 km. por los alrededores de la ciudad de Hamburgo.
La carrera formó parte del UCI WorldTour 2024, siendo la trigésimo primera competición del calendario de máxima categoría mundial. El vencedor fue el neerlandés Olav Kooij del Visma | Lease a Bike, quien estuvo acompañado en el podio por el italiano Jonathan Milan del Lidl-Trek y el eritreo Biniam Girmay del Intermarché-Wanty, segundo y tercer clasificado respectivamente.

## Equipos participantes
Tomaron parte en la carrera 23 equipos: los 18 de categoría WorldTour y 5 categoría UCI ProTeam, formando así un pelotón de 161 ciclistas de los que acabaron 137. Los equipos participantes fueron:
| WorldTeams (18)- Alpecin-Deceuninck - Arkéa-B&B Hotels - Astana Qazaqstan Team - Bahrain Victorious - Red Bull-Bora-Hansgrohe - Cofidis - Decathlon-AG2R La Mondiale - EF Education-EasyPost - Groupama-FDJ - Ineos Grenadiers - Intermarché-Wanty - Lidl-Trek - Movistar Team - Soudal Quick-Step - Team dsm-firmenich PostNL - Team Jayco AlUla - Team Visma \| Lease a Bike - UAE Team Emirates ProTeams (5)- Israel-Premier Tech - Lotto Dstny - Q36.5 Pro Cycling Team - Tudor Pro Cycling Team - Uno-X Mobility |
| |

## Clasificación final
- La clasificación finalizó de la siguiente forma:[2]

### Clasificación general
| \| Clasificación general \| Clasificación general \| Clasificación general \| Clasificación general \| Clasificación general \| \| Ciclista \| Ciclista \| Equipo \| Tiempo \| \| \| --------------------- \| --------------------- \| -------------------------- \| --------------------- \| --------------------- \| \| 1.º \| Olav Kooij \| Team Visma \\| Lease a Bike \| 3 h 39 min 49 s \| \| \| 2.º \| Jonathan Milan \| Lidl-Trek \| + 0 s \| \| \| 3.º \| Biniam Girmay \| Intermarché-Wanty \| + 0 s \| \| \| 4.º \| Jordi Meeus \| Red Bull-Bora-Hansgrohe \| + 0 s \| \| \| 5.º \| Alexander Kristoff \| Uno-X Mobility \| + 0 s \| \| \| 6.º \| Axel Zingle \| Cofidis \| + 0 s \| \| \| 7.º \| Jasper Philipsen \| Alpecin-Deceuninck \| + 0 s \| \| \| 8.º \| Mike Teunissen \| Intermarché-Wanty \| + 0 s \| \| \| 9.º \| Matteo Trentin \| Tudor Pro Cycling Team \| + 0 s \| \| \| 10.º \| Stefano Oldani \| Cofidis \| + 0 s \| \| |                    |                            |                 |
| |                    |                            |                 |
| Fuente: ProCyclingStats |                    |                            |                 |
| Clasificación general |                    |                            |                 |
| Ciclista | Ciclista           | Equipo                     | Tiempo          |
| 1.º | Olav Kooij         | Team Visma \| Lease a Bike | 3 h 39 min 49 s |
| 2.º | Jonathan Milan     | Lidl-Trek                  | + 0 s           |
| 3.º | Biniam Girmay      | Intermarché-Wanty          | + 0 s           |
| 4.º | Jordi Meeus        | Red Bull-Bora-Hansgrohe    | + 0 s           |
| 5.º | Alexander Kristoff | Uno-X Mobility             | + 0 s           |
| 6.º | Axel Zingle        | Cofidis                    | + 0 s           |
| 7.º | Jasper Philipsen   | Alpecin-Deceuninck         | + 0 s           |
| 8.º | Mike Teunissen     | Intermarché-Wanty          | + 0 s           |
| 9.º | Matteo Trentin     | Tudor Pro Cycling Team     | + 0 s           |
| 10.º | Stefano Oldani     | Cofidis                    | + 0 s           |

## Ciclistas participantes y posiciones finales
Convenciones:
- AB: Abandono
- FLT: Retiro por llegada fuera del límite de tiempo
- NTS: No tomó la salida
- DES: Descalificado o expulsado

## UCI World Ranking
La BEMER Cyclassics otorgó puntos para el UCI World Ranking para corredores de los equipos en las categorías UCI WorldTeam, UCI ProTeam y Continental. Las siguientes tablas son el baremo de puntuación y los diez corredores que obtuvieron más puntos:
| Posición   | 1.º | 2.º | 3.º | 4.º | 5.º | 6.º | 7.º | 8.º | 9.º | 10.º | 11.º | 12.º | 13.º | 14.º | 15.º | 16.º-20.º | 21.º-30.º | 31.º-50.º | 51.º-55.º | 56.º-60.º |
| Puntuación | 400 | 320 | 260 | 220 | 180 | 140 | 120 | 100 | 80  | 68   | 56   | 48   | 40   | 32   | 28   | 24        | 16        | 8         | 4         | 2         |

| Clasificación |                    |                         |        |
| Posición      | Ciclista           | Equipo                  | Puntos |
| ------------- | ------------------ | ----------------------- | ------ |
| 1.º           | Olav Kooij         | Visma \| Lease a Bike   | 400    |
| 2.º           | Jonathan Milan     | Lidl-Trek               | 320    |
| 3.º           | Biniam Girmay      | Intermarché-Wanty       | 260    |
| 4.º           | Jordi Meeus        | Red Bull-BORA-hansgrohe | 220    |
| 5.º           | Alexander Kristoff | Uno-X Mobility          | 180    |
| 6.º           | Axel Zingle        | Cofidis                 | 140    |
| 7.º           | Jasper Philipsen   | Alpecin-Deceuninck      | 120    |
| 8.º           | Mike Teunissen     | Intermarché-Wanty       | 100    |
| 9.º           | Matteo Trentin     | Tudor                   | 80     |
| 10.º          | Stefano Oldani     | Cofidis                 | 68     |